# Чарныш, Иван Фёдорович
Иван Фёдорович Чарныш (ум. 10 (21) декабря 1728) — генеральный судья малороссийского войска в 1715—1723 годы и дипломат.

## Биография
Генеральный судья, один из малороссийских старшин первой половины XVIII века. Сведений о его происхождении не имеется; по всей вероятности, он происходил из простых казаков рода Чарныши. 
Известия о нем начинаются с 1695 года, когда он участвовал в походе Б. П. Шереметева и Мазепы против крымцев и был при взятии крепостей Кизыкермена и Тавана. Затем в 1698 году он был уже войсковым канцеляристом, а в 1700—1703 годах «господарем замку батуринского», т. е. управителем имений Мазепы под Батурином. С этих пор Чарныш приобретает покровительство гетмана и, как человек ловкий и умевший прислуживать своему патрону, быстро двигается вперед. Так, через Мазепу же он сделался лично известен Петру Великому, был послан последним в феврале 1700 года в Константинополь с грамотой к Е. И. Украинцову и привез оттуда постановленные мирные договоры. 
Затем он был под Нарвою и Ригою, а в 1701 году послан Мазепою под Ругволд, в обоз к Петру Великому. В 1708 году Чарныш участвовал в доносе Искры и Кочубея на Мазепу, и это дело едва его не погубило. Он, вместе с полковником миргородским Даниилом Апостолом, был, по решению судей, разбиравших дело доносчиков, выдан головою гетману, который, однако, простил его. 
С избранием в гетманы Скоропадского Чарныш быстро освоился с новым положением вещей и продолжал богатеть и идти вперед по службе. В 1708 году он получил от нового гетмана большое село Митченки под Батурином для «подпоможення своих шкод и убытков», которые он якобы понес во время известного разгрома в 1708 году Батурина Меншиковым, а в 1709 году получил уряд гадяцкого полковника, оставшийся свободным после родственника Мазепы — Степана Трощинского, отданного под караул. 
К этому времени Иван Фёдорович Чарныш уже предназначенным мужем гетманской падчерицы — Евдокии Константиновны Голуб, и это будущее свойство с Скоропадским давало ему возможность получить от гетмана полковничество и такую богатую подачку, как село Митченки. К тому же Чарныш пользовался покровительством самой гетманши, которая, как известно, имела сильное влияние на своего слабохарактерного супруга. 
В 1709 же году он участвовал с своим полком на «Полтавской баталии» и был послан Петром Великим к крымскому хану и запорожцам с известием о выборе нового гетмана. Заехав из Крыма в Кош, Чарныш был там арестован атаманом Гордеенком и передан шведам, которые выдали его, вместе с прочими пленниками, Меншикову под Переволочной. Получив полковничество, Чарныш стал всевластно распоряжаться в своем полку, тесня полчан и скупая от них насильно «грунты». За время его полковничества сохранилось множество жалоб, поданных на него гетману от полчан. Но он, пользуясь покровительством гетманши, умел оправдывать себя перед гетманом, и жалобы оставались без результата. 
Единственным соперником Чарныша в его всевластном распоряжении полком являлся гадячский протопоп Фёдор Лисовский, человек тоже стяжательный. Желая во что бы то ни стало избавиться от Лисовского, который мешал ему брать безнаказанно с полчан взятки, Чарныш жаловался на него гетману, говоря, что от Лисовского нет никому житья не только в самом Гадяче, но и в окрестностях его. Долго красноречие хитрого полковника оставалось тщетным, пока ему наконец не удалось избавиться от Лисовского, возбудив в 1714 году вопрос о его двоеженстве. По этому доносу Лисовский был вызван в Санкт-Петербург, где его сместили с протопопства, дав уряд новгород-северского сотничества. 
Освободившись от Лисовского, И. Ф. Чарныш, однако, недолго продержался на Гадяцком полковничестве: жалобы на него дошли наконец до царя, и он был смещен с своего уряда в 1715 году, получив взамен его уряд генерального судьи, оставшийся свободным после смерти Демьяна Туранского. На место Чарныша был поставлен 10 июня того же года полковником Михаил Милорадович, назначению которого Чарныш всячески противился, так как, теряя полковничество, он вместе с тем терял и возможность обогащаться за счет своих полчан. В своей вражде к Милорадовичу он, конечно, опирался на свое свойство с гетманом, не желая признавать Милорадовича полковником. Последний, как назначенный самим государем, принес на Чарныша жалобу, по которой было возбуждено целое дело о его взяточничестве и открыто множество злоупотреблений. Как Чарныш сумел оправдаться перед царем — неизвестно; факт только тот, что он остался безнаказанным. 
Во время заведования Чарнышем генеральным судом последний потерял, особенно в последние годы гетманства Скоропадского и после него, всякое значение, ибо подкупность генерального судьи была слишком известна в Малороссии. Чтобы дать возможность суду избавиться, по крайней мере, от нареканий на безмерную волокиту, наказной гетман Полуботок ввел в состав его четырех второстепенных судей (асессоров), так как Чарныш очень часто уезжал в свои маетности, оставался там подолгу, и в это время отправление правосудия совершенно прекращалось. 8 мая 1723 года Полуботок писал Чарнышу, чтоб он «крайне (наконец) уведомил, если по должности своей судейского звания, впредь до судовых дел приймется и оные отправлять будет, или уже совсем намерен от дел судейских отрешиться. Ответ нужен, — пояснял Полуботок, — чтоб знать, что отвечать, когда где спросят» (намек на Коллегию); это был обыкновенный прием Полуботка — грозить Малороссийской Коллегией непослушной старшине; но и сама старшина понимала бессилие личной власти наказного гетмана и, не разделяя его интересов, постоянно ставила его в затруднительное положение. В 1723 году Чарныш был привлечен к известному делу Полуботка и вызван в Петербург, вместе с другими старшинами. Прибыв в Петербург 3 августа, старшины, в том числе и Чарныш, были допрошены 2-го сентября в Тайной Канцелярии. На большинство вопросов, задаваемых на допросе, Чарныш отвечал или незнанием, или ссылкою на бывшую у него болезнь. Это, однако, не помогло, и он 10 ноября, с двумя сыновьями Иваном и Петром и другими колодниками, в числе которых были Полуботок и генеральный писарь Семен Савич, был заключен в Петропавловскую крепость, с отобранием имущества в казну. Освободился Чарныш из крепости и получил обратно имения 4 февраля 1725 года, по указу Екатерины I, которая приказала ему и другим старшинам, бывшим участниками дела Полуботка, построить на свои деньги дома в Петербурге и не выезжать из этого города. В феврале 1728 года Чарныш был переведен на жительство в Москву, но прожил недолго: он умер 30 ноября того же года «з поврежденних внутренностей» и погребен 3 декабря в большой церкви Новодевичьего монастыря.
Чарныш был одним из самых тяжелых «державцев» для своих «подданных», с которых он брал непосильные поборы, о чем сохранилось множество жалоб. И не одними только поборами теснил он своих крестьян; теснил он их, пользуясь своим положением (особенно когда стал генеральным судьею), при всяком случае, когда можно было чем-нибудь попользоваться от крестьян. Когда в начале 1724 года всем стало уже известно, что Полуботок и Чарныш посажены царем в «темницу», народ положительно был уверен, что вслед за тем условия его жизни изменятся к лучшему. В апреле 1724 года крестьяне села Подолков говорили: «не станем панщины робить, годи (довольно), уже Полуботка и Чарныша немаш (нет), то и сих панов не будет, которым приказано начальство».